# Мирмиран
Мирмиран (узб. Mirmiron / Мирмирон) — посёлок городского типа, расположенный на территории Каршинского района Кашкадарьинской области Республики Узбекистан.

Статус посёлка городского типа с 2009 года.